# Denkmal der indonesisch-südkoreanischen Freundschaft
Das Indonesisch-Südkoreanische Freundschaftsdenkmal ist ein Denkmal, das sich in Surabaya, Ost-Java, Indonesien befindet.

## Geschichte
Die diplomatischen Beziehungen zwischen Indonesien und Südkorea begannen Mitte des 20. Jahrhunderts. Indonesien erkannte die Republik Korea offiziell am 17. September 1966 an, und sie nahmen am 18. September 1973  offiziell diplomatische Beziehungen auf. Diese Ära markierte den Beginn einer dauerhaften Partnerschaft, die sich im Laufe der Jahre weiterentwickelt hat.
Das Indonesisch-Südkoreanische Freundschaftsdenkmal, ein gemeinsames Projekt der südkoreanische Regierung und der Stadtregierung von Surabaya, wurde am 8. Mai 2010 eingeweiht. Die Einweihungszeremonie, die von Lim Taek Sun, dem Vorsitzenden der südkoreanischen Gemeinschaft in Surabaya, und dem damaligen Bürgermeister von Surabaya Bambang Dwi Hartono geleitet wurde, markierte die offizielle Eröffnung des Indonesisch-Südkoreanischen Freundschaftsdenkmals.

## Architektur
Das Denkmal ist rechteckig und verfügt über zwei Inschriften an seinen Seiten. Diese Tafeln, die auf Indonesisch und Südkoreanisch verfasst sind, erklären den Zweck des Indonesisch-Südkoreanischen Freundschaftsdenkmals. Eine der Tafeln, die mit der Flagge Indonesiens verziert ist, erklärt die Bedeutung auf Indonesisch, während die andere, die die Flagge Südkoreas zeigt, die Erklärung auf Koreanisch bietet.

## Referenzen
1. ↑  The Indonesian and South Korean Friendship Monument. Abgerufen am 20. Juli 2024.
2. ↑  Friendship park in Surabaya marks Korea-Indonesia tieswebsite=Korea.net. Abgerufen am 20. Juli 2024.
3. ↑  The Fun of an Evening Walk to Korea Park Surabaya. Abgerufen am 20. Juli 2024.
4. ↑  Korean Friendship Park – Surabaya. Abgerufen am 20. Juli 2024.

Koordinaten: 7° 17′ 0″ S, 112° 44′ 9,6″ O